# Белый Черемош
Бе́лый Черемо́ш (укр. Білий Черемош) — река на Западной Украине, в Восточных Карпатах (Покутско-Буковинские Карпаты), правый приток Черемоша. Имеет длину — 51 км, площадь её водосборного бассейна — 632 км².
Образуется от слияния рек Сарата и Перкалаб. Высота истока — 957 м над уровнем моря.
Протекает по границе Ивано-Франковской и Черновицкой областей, отделяя исторические области Галицию и Буковину.
Типичная горная река, с уклонами от 9 до 12 м/км. Обладает быстрым течением от 8 до 20 км/ч и более. Питание смешанное, снеговыми и дождевыми водами. Имеет высокое весеннее половодье, в меженный период — мелководна, протекает в узких долинах, часто в ущельях.
Белый Черемош богат порогами, плотинами. Действует малая Яблоницкая ГЭС.
Близ селения Устерики Белый Черемош сливается с Чёрным Черемошем в одну реку — Черемош. Высота устья — 482,8 м над уровнем моря.
Основные притоки — речки Яловичора, Лопушна, Пробийна.
Развит водный туризм: спортивный горный сплав.